# Комплексна пряма
У математиці комплексна пряма є одновимірним афінним підпростором векторного простору над комплексними числами. Зазвичай в оману вводить те, що, хоча комплексна пряма має розмірність один над полем С (звідси і термін «пряма»), вона має розмірність два над дійсними числами R, і топологічно еквівалентна площині над дійсними числами, а не дійсній прямій.